# Sabah FK
Sabah FK (Aserbadjansk: Səbah Futbol Klubu) er en aserbajdsjansk fodboldklub fra Baku. Klubben blev stiftet i 2017 og spiller i den bedste aserbajdsjanske liga.

## Historiske slutplaceringer
| Sæson   | Niveau | Liga           | Placering | Kilde | Notering                |
| ------- | ------ | -------------- | --------- | ----- | ----------------------- |
| 2017-18 | 2.     | 1. Liqasi      | 5.        | [ 1 ] | Upp. til Premyer Liqasi |
| 2018-19 | 1.     | Premyer Liqasi | 7.        | [ 2 ] |                         |
| 2019-20 | 1.     | Premyer Liqasi | 6.        | [ 3 ] |                         |
| 2020-21 | 1.     | Premyer Liqası | 5.        | [ 4 ] |                         |
| 2021-22 | 1.     | Premyer Liqası | 5.        | [ 5 ] |                         |
| 2022-23 | 1.     | Premyer Liqası | 2.        | [ 6 ] |                         |
| 2023-24 | 1.     | Premyer Liqası | 3.        | [ 7 ] |                         |
| 2024-25 | 1.     | Premyer Liqası | 5.        | [ 8 ] | Cup vindere             |

## Eksterne links
- Sabah FK hjemmeside Arkiveret 28. december 2019 hos  Wayback Machine
- Sabah FK på Soccerway
- (Premjer Ligasi) Arkiveret 30. april 2019 hos  Wayback Machine